# Gastronomie en Rhône-Alpes
 (juillet 2017).
 (février 2025).
La gastronomie en Rhône-Alpes est un type de gastronomie spécifique à une ancienne région administrative de France.

## Caractéristiques
La région Rhône-Alpes doit beaucoup de sa réputation aux « mères », aux Vettard, Nandron, Lacombe père, puis fils, à un Paul Bocuse universellement connu (restaurant doublement étoilé de Collonges-au-Mont-d'Or), brasseries lyonnaises, à Pierre Orsi et quelques autres, plus jeunes.
La région, pauvre, ne se régale pas tous les jours au temps des canuts, mais située sur de grands itinéraires, elle connaît un essor économique. « À Lyon, on n'avait pas beaucoup d'autres choses que les bugnes », constatait Paul Bocuse, « mais les produits arrivent de partout quand il y a des clients capables de payer ».
Dans le Dauphiné, la cuisine dauphinoise tire ses racines à la fois dans une tradition méditerranéenne et alpine, on y constate la fréquente utilisation d'huile d'olive ou de noix.
Avec les restaurants, brasseries et bistrots de Lyon, (souvent proclamée  capitale mondiale de la gastronomie), et la soixantaine d'établissements de la région étoilés sur le guide Michelin, la région Rhône-Alpes se targue d’une grande gastronomie, en comptant 5 chefs honorés des 3 étoiles considérées en France comme la distinction suprême :
- Michel Troisgros, successeur de Pierre et Jean à Roanne ;
- Marc Veyrat à Annecy Veyrier du Paul Bocuse ;
- Anne-Sophie Pic à Valence (seule femme de France à recevoir cette distinction) ;
- Georges Blanc à Vonnas.

La région se caractérisent par la diversité de sa production et la richesse de plusieurs terroirs, par exemple :
- pour les spécialités :
  - la volaille de Bresse[1],
  - les poissons de la Dombes[2] ou du Léman,
  - la charcuterie dite lyonnaise[3],
  - l’olive de Nyons[4],
  - les truffes du Tricastin[5] ;
- pour les fromages :
  - le plateau est à la hauteur avec le beaufort, l'abondance, le reblochon , la tome des Bauges, le chevrotin , l'emmental de Savoie, la tomme de Savoie
  - picodon,
  - fourme de Montbrison;
- pour les fruits :
  - la noix de Grenoble
  - la myrtille,
  - la châtaigne,
  - le nougat de Montélimar .

Dans l’Ardèche et la Drôme, c’est une cuisine du sud qui est proposée, à base d’olive ou de plantes aromatiques (la Drôme est le premier département producteur de plantes aromatiques et médicinales).
À Lyon, dans les « bouchons », restaurants typiques, le menu est souvent composé d’une salade de cervelas, d’andouillette, de charcuterie et de cervelle de canut, tout cela arrosé d’un « pot lyonnais » de Beaujolais ou de Côte du Rhône.
En altitude, on vous servira la tartiflette, ou le farcement. Des préparations à base de châtaigne (cousina, castagnou… ) seront consommées en Ardèche, chef de file en matière de production. En Isère, le gratin dauphinois et le bleu du Vercors-Sassenage, tandis que dans la Drôme, ce sont les ravioles de Romans. Dans l’Ain, la poularde demi-deuil de Georges Blanc et la galette au sucre de Pérouges.
Les vignobles des côtes du Rhône septentrionales, au sud de Lyon (condrieu, saint-joseph, cornas, côte rôtie, hermitage, etc). Le vignoble du Beaujolais offre dix crus de renom, les morgon, mrouilly, fleurie, juliénas… Les vins de Savoie, du Bugey, les vins d’Ardèche (Côte du Vivarais), les coteaux du Tricastin, les Côtes du Forez et la Côte roannaise complètent le tableau viticole de Rhône-Alpes.
La région n'est pas brassicole à la manière de l'Alsace ou du Nord, mais compte des micro-brasseries artisanales ou fermières, qui élaborent des bières aromatisées aux produits du terroir : à la châtaigne, à la myrtille, aux noix, à l’eau des glaciers dans les Alpes ou encore au génépi !
Les eaux minérales d’Évian, de Thonon et les eaux pétillantes de Vals ou de Saint-Galmier : le Rhône-Alpes est la première région collectrice d’eaux minérales et en compte plus de 30 sortes.